# Cycliophora
A Cycliophora a spirálisan barázdálódó állatok közül elsőként elkülönült állkapcsosak (Gnatiphera) főtörzsének egyik, a 20. század legvégén felfedezett törzse.
Egy nemük (Symbion) ismeretes a 2020-as évek elejéig  három leírt fajjal. Ezek a homárokon (Homarus spp.) élő, apró állatok. Megkülönböztető ismérvük az apró csillókkal körülvett, kör alakú száj.